# ふがいないや
「ふがいないや」は、YUKIの14枚目のシングル。

## 解説
アルバム『Wave』のおよそ1ヶ月前に発売された先行シングルで、表題作「ふがいないや」の他新曲2曲の合計3曲を収録。収録された3曲は全て、『Wave』に収録されている。
平野文子が手がけたPVでは、生垣の合間で童話のキャラクターを思わせる人物たちとともに踊るYUKIの姿が映されている。
なお、本作および『Wave』の発売に前後してYUKIは第二子を出産している（詳細な出産日は非公開）。

## 収録曲
（全作詞・編曲：YUKI）
1. ふがいないや
  - 作曲：蔦谷好位置／編曲：玉井健二、湯浅篤
  - 「ふがいないや」という曲名は仮歌の段階でサビの部分を「トュナーイヤーイヤイヤー」と歌っていたものが変化したものである[2]。 五十嵐貴久の小説『パパとムスメの7日間』の中において、主人公の女子高生がカラオケボックスの場面でこの曲を歌っている。
2. 裸の太陽
  - 作曲：平野航／編曲：TAKIBIE
3. 夏のヒーロー
  - 作曲：HARCO／編曲：玉井健二、湯浅篤

## タイアップ
ふがいないや
- フジテレビ系アニメ『ハチミツとクローバーII』オープニングテーマ

裸の太陽
- 日清食品「野菜スープヌードル」CMソング

## 収録アルバム
- Wave（#1, #2, #3）
- five-star（#1）
- POWERS OF TEN（#1）
- BETWEEN THE TEN（#2, #3）